# Arcas (Macedo de Cavaleiros)
Arcas is een plaats (freguesia) in de Portugese gemeente Macedo de Cavaleiros en telt 389 inwoners (2001).